# Komunardzi

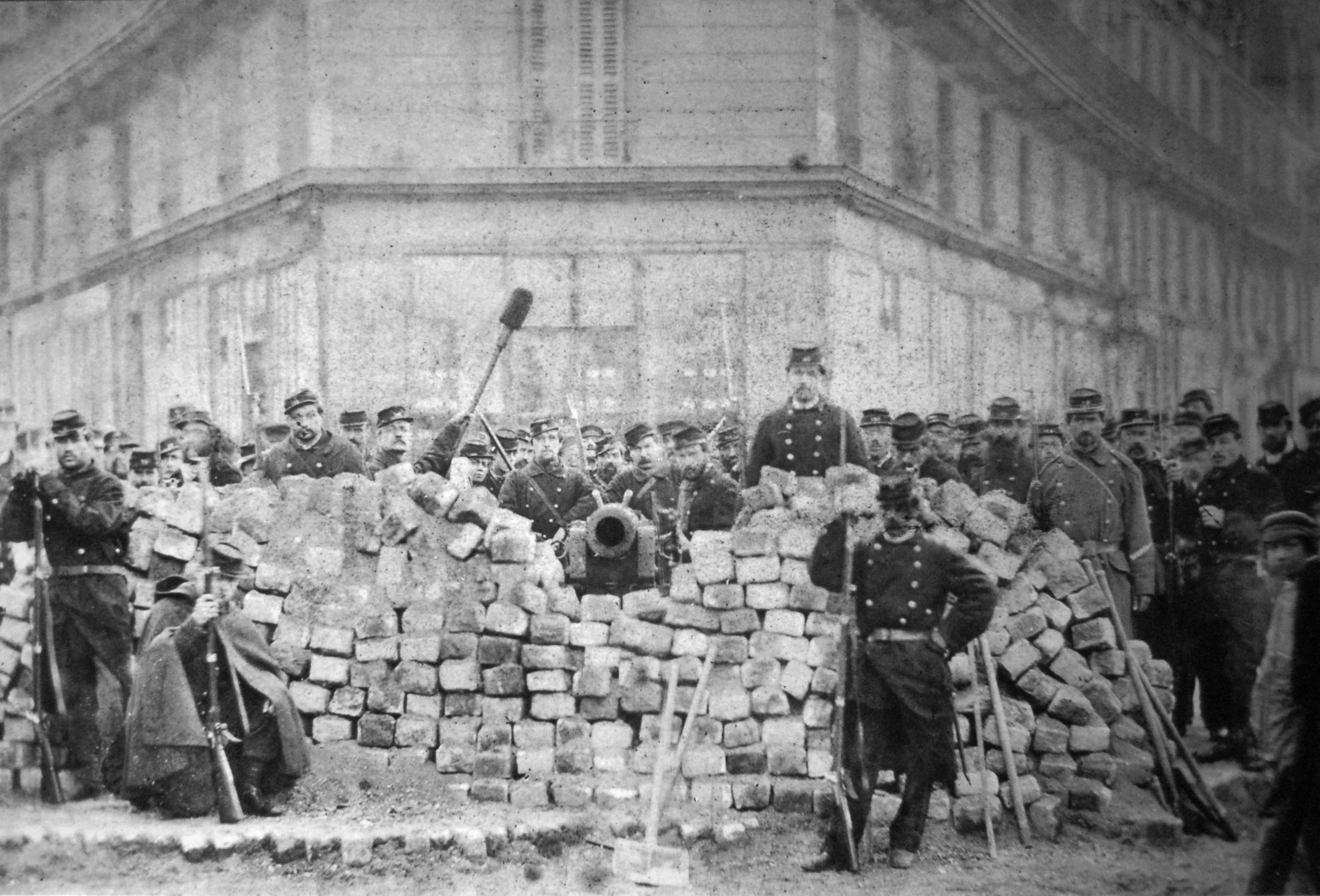
Komunardzi na Boulevard Voltaire (1871)

Komunardzi (l.poj. komunard; fr. communard) – nazwa uczestników Komuny Paryskiej z 1871.
Wielu komunardów poległo w czasie walk w 1871 oraz zostało straconych z mocy wyroków rządowego sądu wojennego. Część została deportowana do Nowej Kaledonii, skąd wróciła do Francji dopiero po amnestii ogłoszonej  w 1880.   W Komunie Paryskiej  działali i walczyli liczni Polacy, m.in. generałowie Jarosław Dąbrowski i Walery Wróblewski.